# Lygus wagneri

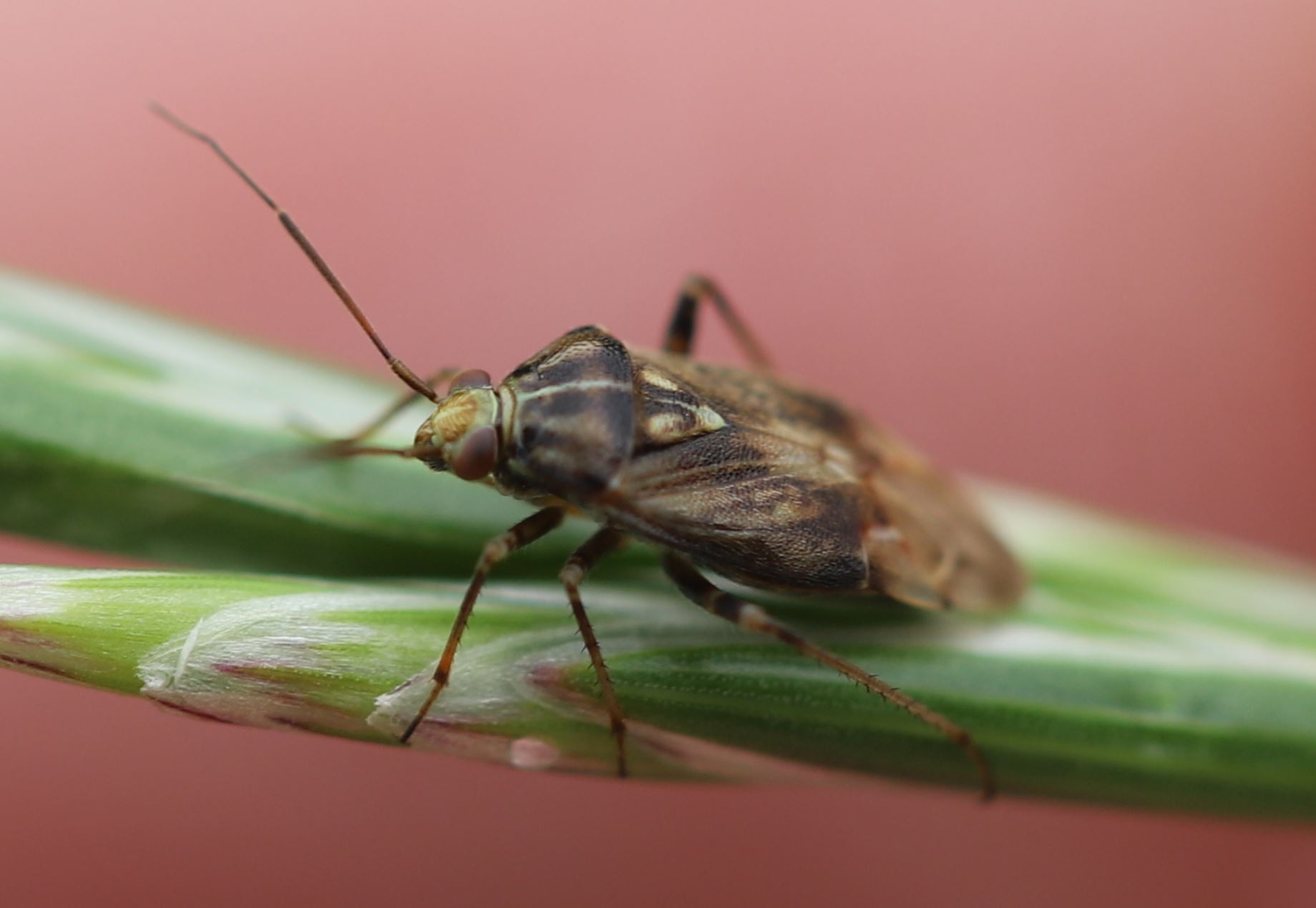

Lygus wagneri, auch Wagners Wiesenwanze genannt, ist eine Wanzenart aus der Familie der Weichwanzen (Miridae). Die Art wurde von Reinhard Remane (1929–2009) im Jahr 1955 erstbeschrieben. Die Typlokalität befindet sich im Schwarzwald. Mit dem Art-Epitheton wagneri wird vermutlich der deutsche Entomologe Eduard Wagner (1986–1978) geehrt.

## Merkmale
Die Wanzen werden 5,5 bis 6,9 Millimeter lang. Sie besitzen eine gelbgraue Grundfärbung, sind teils rötlich gefärbt und weisen eine schwarze Musterung auf. Die Fühler sind überwiegend dunkel. Das zweite Fühlerglied ist meist mittig rötlich gefärbt. Der Halsschild ist mit schwarzen oder rötlichen Flecken bedeckt. Der innere Rand des Cuneus ist häufig rötlich gefärbt. Das Scutellum (Schildchen) weist eine W-förmige schwarze oder rötliche Zeichnung auf.

## Ähnliche Arten
Die verwandten Arten L. pratensis und L. gemellatus sehen Lygus wagneri häufig sehr ähnlich, da deren Aussehen sehr variabel ist. Ein Unterscheidungsmerkmal bilden die Abstände der Härchen auf den Hemielytren, die bei Lygus wagneri im Gegensatz zu L. pratensis gleichmäßig sind.

## Verbreitung
Die Wanzenart ist in Europa weit verbreitet. Sie kommt im Norden in Fennoskandinavien und auf den Britischen Inseln vor. Im Süden reicht das Vorkommen bis zum Nordrand des Mittelmeergebietes. Im Osten reicht das Vorkommen bis nach Sibirien, Zentralasien und China. In Deutschland fehlt die Wanzenart offenbar in der Norddeutschen Tiefebene. In der Mitte und im Süden Deutschlands kommt die Art insbesondere in Mittelgebirgslagen und alpin vor.

## Lebensweise
Lygus wagneri ist eine boreomontane Art, das heißt, sie bevorzugt Wälder in Höhenlage. Die Wanzen sind polyphag. Sie ernähren sich von krautigen Pflanzen. Zu diesen zählen Goldruten (Solidago), Habichtskräuter (Hieracium), Ampfer (Rumex) und Brennnesseln (Urtica). Die Wanzen beobachtet man gewöhnlich von März bis Oktober. Die Art bildet abhängig von der Klimaregion 1–2 Generationen im Jahr aus. Die Imagines überwintern. Als Überwinterungsquartiere werden häufig Nadelhölzer ausgewählt.

## Taxonomie
In der Literatur finden sich folgende Synonyme:
- Exolygus wagneri Remane, 1955